# Brontomerus
Бронтомерус (Brontomerus mcintoshi) — динозавр, що відноситься до Зауропод.
Кістки невідомого раніше виду динозаврів-зауроподів Brontomerus mcintoshi були знайдені на території штату Юта в США у відкладеннях формації Цедар-Моунтейн (Cedar Mountain Formation) у кар'єрі «Готель Меса» (Hotel Mesa Quarry). Вік цих порід датується границею аптского і альбского періоду ранньої крейди, тобто виявлені динозаври жили приблизно 112 млн років тому. Палеонтологи виявили кістки двох особин одного виду — дорослої тварини і дитинчати. Знайдено клубову кістку (одна з кісток таза) молодого динозавра, частину лопатки дорослої особини, а також фрагменти декількох хребців та ребер обох тварин. Ні черепа, за якими зазвичай розрізняють зауроподів, ні кісток кінцівок, які завдяки їх розмірам добре зберігаються у викопному стані, цього разу знайти не вдалося. Новий рід і вид динозаврів описали за наявними уламками, причому як голотип було обрано клубову кістку молодої особини.
Родову назву — Brontomerus — утворено від грецьких слів bronto (гром) і merós (стегно), а видову дали на честь палеонтолога Джона Макінтоша (John McIntosh).
Brontomerus mcintoshi належить до групи камарозаврів (Camarasauromorpha). Довжина тіла дорослого бронтомеруса орієнтовно становила 14 метрів, молодого — 4,5 метри. Розміри ці розраховані приблизно, за аналогією з іншими зауроподами. Від інших камарозаврів і зауроподів взагалі Brontomerus mcintoshi відрізняють пропорції кісток тазового і плечового поясів. Тазова кістка дитинчати цього динозавра виявилася значно ширшою, ніж у інших зауроподів. Її будова свідчить про те, що м'язи, що відповідали за рух стегна вперед, у цього динозавра були потужнішими, ніж у його родичів. Дещо потужнішими були і лопатки дорослих динозаврів, проте невідомо, як виглядали їх тазові кістки. Припускається, що пропорції, що спостерігаються у дитинчат, зберігалися і у дорослих особин.
Сильні м'язи на передній стороні стегон дозволяли Brontomerus mcintoshi здійснювати дуже потужні, а можливо і швидкі рухи ногою вперед. Висловлюється припущення, що подібна будова ніг була потрібна зауроподам для того, щоб завдавати задньою ногою нищівних ударів супротивникам. Цілком можливо, що потужні м'язи, що забезпечують рух стегна вперед, були потрібні цим динозаврам для пересування по дуже пересіченій місцевості, для того, щоб підніматися по крутих схилах пагорбів. А можливо, їм доводилося пересуватися по коліно в прибережному мулі — для того, щоб підняти ногу і висунути її вперед, долаючи опір в'язкого середовища, теж потрібні дуже сильні м'язи.